# E...
E...  is een sciencefictionverhaal geschreven door de Amerikaan Richard Matheson in 1952. De Nederlandse vertaling verscheen in de serie Bruna FeH in 1976 in de bundel met de titel Nat stro en andere griezelverhalen. De titel zou nu als E*** afgedrukt moeten worden, gelijk aan F***. 

## Het verhaal
Het verhaal speelt zich af in de toekomst gezien vanaf 1953. De wereld is ten onder gegaan aan een bacteriële oorlog waarbij alle planten zijn aangetast, ook het drinkwater is nog niet geheel te vertrouwen. In die situatie belandt tijdreiziger professor Wade in zijn tijdcapsule midden op het plein. De mensen aldaar kijken wel vreemd op, maar beginnen meteen naar de inhoud van de capsule te wijzen. Professor Wade wordt direct vanwege onbehoorlijk gedrag opgepakt door de politie. Na enige tijd in de cel te hebben doorgebracht wordt hij met al zijn etenswaar door de hoofdcommissaris naar diens huis meegenomen. Hij mag even in de bibliotheek nakijken wat er toch gebeurd is. Doordat er nauwelijks meer enige planten groeien is het direct eten van voedsel een vloek geworden. Het is in dit dagen normaal dat de voedingsmiddelen intraveneus worden ingenomen; het eten van voedsel wordt gezien als niet toegestane uitspatting. De commissaris sluit Wade aan op het apparaat dat direct voedingsstoffen toedient en Wade is direct verlamd. De commissaris doet zich in de tussentijd te goed aan het voedselpakket van Wade dat voor reserve was meegnomen. Wade weet uiteindelijk te ontsnappen en zijn tijdcapsule te bereiken. Eenmaal terug in 1953 krijgt hij een biefstuk aangeboden; bij het eten bloost de professor.     